# Osaka Pool
Osaka Pool (大阪プール) est une piscine située dans le parc Yahataya dans l'arrondissement Minato-ku à Osaka, au Japon. De novembre à mars, elle est transformée en patinoire.

## Principaux équipements
La piscine d'Osaka dispose de trois bassins aquatiques. Le premier bassin possède dix couloirs (50 × 26 m). Le second est un bassin de plongeon (25 × 22 m). Le complexe est équipé d'un troisième bassin de huit couloirs (25 × 17 m). 
En hiver, le bassin de 50 mètres ainsi que le bassin de plongeon se transforment en une grande patinoire (30 × 60 m). Elle est utilisée pour des compétitions telles que le patinage artistique, le hockey sur glace et le patinage de vitesse. 

## Événements
- Les Championnats des quatre continents de patinage artistique 2000.

## Accès
Le gymnase est accessible en transport en commun avec le métro d'Osaka. Les spectateurs peuvent se rendre à la salle depuis la station Asashiobashi de la ligne Chūō du réseau du métro.